# Liopropoma rubre
Liopropoma rubre är en fiskart som beskrevs av Poey, 1861. Liopropoma rubre ingår i släktet Liopropoma och familjen havsabborrfiskar. Inga underarter finns listade i Catalogue of Life.